# Ky Bowman
Kyran "Ky" Bowman (Havelock, Carolina del Norte; 17 de junio de 1997) es un jugador de baloncesto estadounidense que pertenece a la plantilla de Universo Treviso Basket de la Lega Basket Serie A italiana. Con 1,85 metros de estatura, ocupa la posición de base. 

## Trayectoria deportiva

### Universidad
Jugó tres temporadas con los Eagles del Boston College, en las que promedió 16,9 puntos, 6,4 rebotes, 3,9 asistencias y 1,3 robos de balón por partido. En su primera temporada fue incluido en el mejor quinteto de novatos de la Atlantic Coast Conference, mientras que en 2019 lo sería en el segundo mejor quinteto de la conferencia.
El 2 de abril de 2019 se declaró elegible para el Draft de la NBA, renunciando así a su último año de universidad.

#### Estadísticas
| * | Líder de la División I de la NCAA |

| Año     | Equipo         | PJ | PT | MPP   | %TC  | %3P  | %TL  | RPP | APP | ROB | TPP | PPP  |
| ------- | -------------- | -- | -- | ----- | ---- | ---- | ---- | --- | --- | --- | --- | ---- |
| 2016–17 | Boston College | 32 | 29 | 28.8  | .492 | .449 | .712 | 4.8 | 2.9 | 1.2 | .1  | 14.3 |
| 2017–18 | Boston College | 35 | 35 | 38.2  | .422 | .362 | .807 | 6.8 | 4.7 | 1.5 | .3  | 17.6 |
| 2018–19 | Boston College | 31 | 30 | 39.4* | .404 | .374 | .761 | 7.5 | 4.0 | 1.4 | .6  | 19.0 |
| Total   | Total          | 98 | 94 | 35.5  | .433 | .388 | .762 | 6.4 | 3.9 | 1.3 | .3  | 16.9 |

### Profesional
Tras no ser elegido en el Draft de la NBA de 2019, en el mes de junio se unió a los Golden State Warriors para disputar las Ligas de Verano de la NBA, para posteriormente, el 31 de julio, firmar un contrato dual con los Warriors y su filial en le G League.
Después de un año en Oakland, el 20 de noviembre de 2020, es cortado por los Warriors. Pero 5 días después, el 25 de noviembre, firma con Los Angeles Clippers. Es cortado el 14 de diciembre, siendo incluido en la plantilla de los Agua Caliente Clippers el 4 de febrero de 2021. Pero el 25 de febrero sufre una lesión que le hace terminar la temporada.
Rirmó con New Basket Brindisi de la Lega Basket Serie A italiana el 18 de agosto de 2022. Promedió 11,8 puntos, 4 rebotes, 2,7 asistencias y 1,7 robos por partido, el máximo de la liga, durante la temporada.
El 15 de julio de 2023 fichó por el Universo Treviso Basket, también de la Lega Basket Serie A.

## Estadísticas de su carrera en la NBA

### Temporada regular
| Año     | Equipo       | PJ | PT | MPP  | %TC  | %3P  | %TL  | RPP | APP | ROB | TPP | PPP |
| ------- | ------------ | -- | -- | ---- | ---- | ---- | ---- | --- | --- | --- | --- | --- |
| 2019-20 | Golden State | 45 | 12 | 22.6 | .417 | .308 | .829 | 2.7 | 2.9 | 1.0 | .2  | 7.4 |
| Total   | Total        | 45 | 12 | 22.6 | .417 | .308 | .829 | 2.7 | 2.9 | 1.0 | .2  | 7.4 |

## Vida personal
Su hermano mayor, Michael, jugó al fútbol americano en South Carolina. El mayor de los Bowman perdió su beca tras ser condenado por robar productos de Apple en una escuela primaria. Ky ha declarado que su decisión de dedicarse al baloncesto en vez de al fútbol, se debió en gran parte a la detención de su hermano.